# Geek the Girl
Geek the Girl è il terzo album della cantautrice statunitense Lisa Germano, pubblicato nel 1994.
È considerato, da buona parte della critica, il lavoro migliore della Germano, nonché uno degli album più importanti degli anni '90.

## Il disco
Il disco precedente Happiness, uscito nel 1993 per la Capitol Records, venne ripubblicato per la 4AD, l'anno successivo.
La Germano decise di registrare il nuovo disco interamente in sessioni tenute in casa. Con l'eccezione del contributo di Malcolm Burn e Kenny Aronoff, la Germano ha suonato tutti gli strumenti, oltre ad aver scritto tutti i testi e tutta la musica.
Il disco destò particolare interesse per l'inserimento nel brano ...A Psychopath, della registrazione di una vera telefonata di soccorso di una donna vittima di violenza sessuale al numero d'emergenza statunitense 911.
Geek the Girl venne pubblicato il 25 ottobre del 1994.

## Tracce
Tutti i brani sono di Lisa Germano, eccetto dove indicato.
1. My Secret Reason - 4:33
2. Trouble - 2:20
3. Geek the Girl - 3:40
4. Just Geek - 2:44 (Germano/Burn)
5. Cry Wolf - 4:59 (Germano/Burn/Jay Joyce)
6. ...A Psychopath - 4:37
7. Sexy Little Girl Princess - 3:39 (Germano/Burn)
8. Phantom Love - 3:22
9. Cancer of Everything - 4:00
10. A Guy Like You - 3:18
11. ...Of Love and Colors - 3:55
12. Stars - 2:32

## Musicisti
- Lisa Germano – voce e tutti gli strumenti
- Kenny Aronoff – batteria nei brani 3, 9 e 12
- Malcolm Burn – batteria nei brani 4 e 7, chitarra nei brani 4 e 9, pianoforte e dulcimer nel brano 7